# Borovany (ort i Tjeckien, lat 49,34, long 14,39)
Borovany är en ort i Tjeckien.   Den ligger i regionen Södra Böhmen, i den centrala delen av landet, 80 km söder om huvudstaden Prag. Borovany ligger 443 meter över havet och antalet invånare är 231.
Terrängen runt Borovany är platt. Runt Borovany är det ganska tätbefolkat, med 192 invånare per kvadratkilometer. Närmaste större samhälle är Písek, 18,1 km väster om Borovany. I omgivningarna runt Borovany växer i huvudsak blandskog.